# Ravels

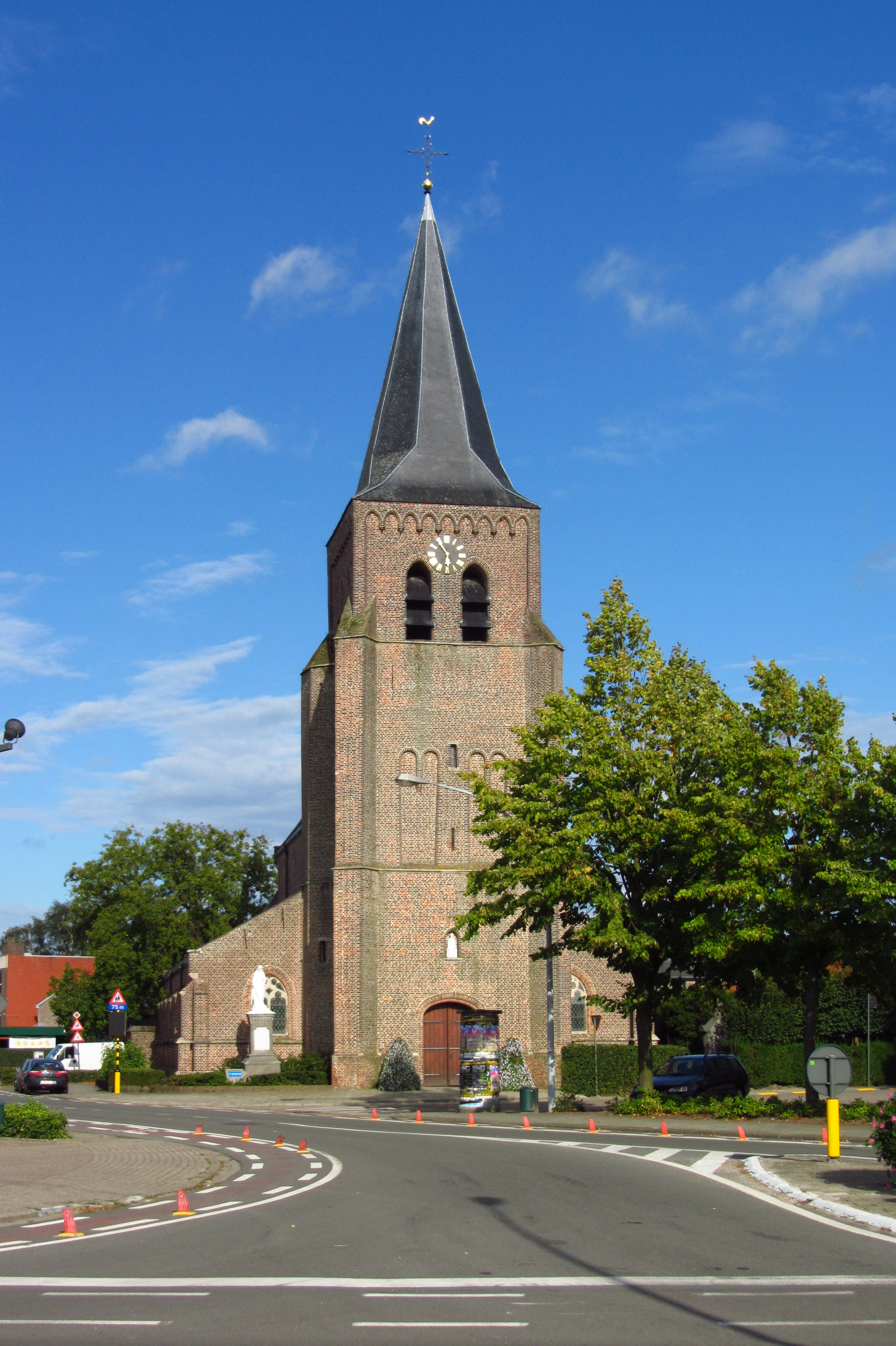
Sint-Servaaskerk

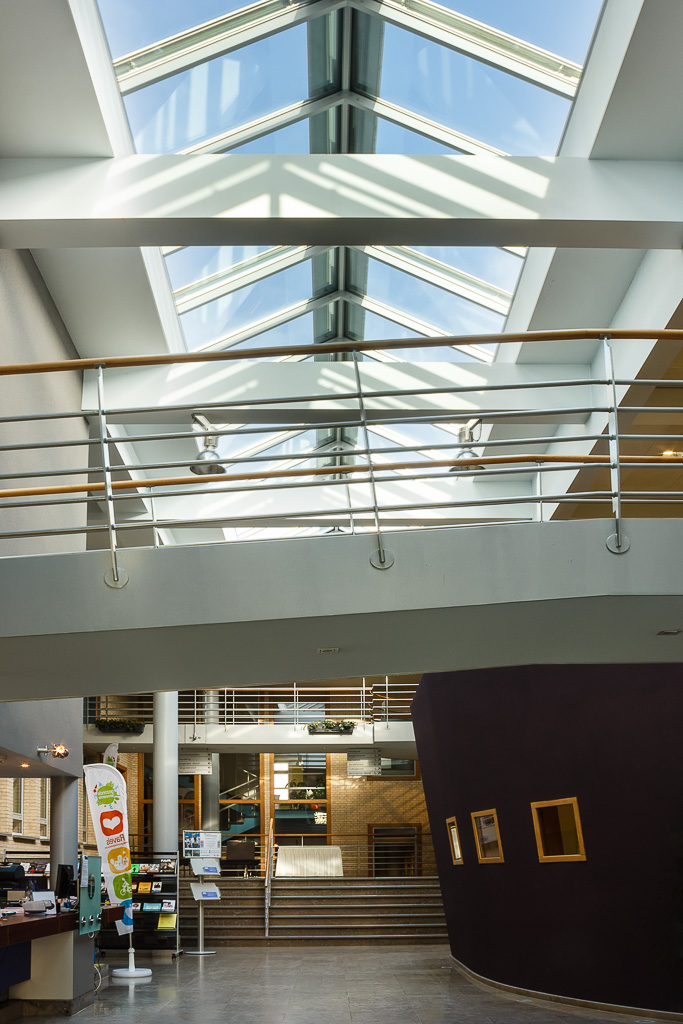
Gemeentehuis Ravels

Ravels is een plaats en gemeente in de Belgische provincie Antwerpen. De gemeente behoort tot het kieskanton en het gerechtelijk kanton Arendonk. Hoewel de gemeente vernoemd is naar de grootste deelgemeente, Ravels, staat het gemeentehuis in Weelde, omdat dat centraler in de gemeente ligt. Deze twee plaatsen worden samen met Poppel ook wel de Drie Goddelijke Deugden genoemd, terwijl de inwoners van Ravels, de Ravelsenaars of Ravelaars, bekend staan onder de bijnaam Ravelse Pieren.

## Geschiedenis
De vroegste benaming van Ravels is Ravenslo en dook reeds op in 1165. Hiervan is niet met zekerheid geweten of de tussen-s op een bezitsvorm wijst ("ravenbos") dan wel op een persoonsnaam. Het achtervoegsel -lo duidt op bos.
De oudst bekende archeologische vindplaats betreft een grafveld met een 16-tal grafheuvels uit de vroege- en middenijzertijd (700-250 v.Chr.).
Ravels behoorde tot het Land van Turnhout, dat tot 1096 bij het Markgraafschap Antwerpen behoorde en daarna onderdeel werd van het Hertogdom Brabant. De heerlijke rechten behoorden tot 1298 aan de Abdij van Tongerlo, doch werden daarna "beschermd" door de Hertogen van Brabant. Einde 18e eeuw werd Ravels een zelfstandige gemeente.
Omstreeks 1850 begon de ontginning van de uitgestrekte woeste gronden in de omgeving van Ravels. Rond deze tijd werd ook het Kanaal Dessel-Turnhout-Schoten gegraven, waarbij men kleilagen aantrof die interessant bleken voor de baksteenindustrie. Omstreeks 1900 werden er meerdere baksteen- en cementfabrieken opgericht. Deze groepeerden zich uiteindelijk in de Cimenteries et Briqueteries Réunies (C.B.R.). De cementfabrieken bereikten hun hoogtepunt omstreeks 1925, maar sloten in 1944.
Omstreeks 1900 werden ook diverse wegen en een tramlijn aangelegd.
Op 1 januari 1977 vormden de gemeenten Poppel, Weelde, de wijk Kijkverdriet van Oud-Turnhout en de oude gemeente Ravels de nieuwe fusiegemeente Ravels. Op 15 oktober van hetzelfde jaar werd de Ravelse heemkundekring Nicolaus Poppelius opgericht.

#### Samenwerkingsverbanden
- Sinds 2005 maakt Ravels deel uit van het Land van Turnhout, een toeristisch recreatief samenwerkingsverband tussen de gemeenten Arendonk, Beerse, Oud-Turnhout, Ravels, Turnhout en Vosselaar.

#### Wapenschild
In het wapenschild van de Ravelse fusiegemeente staan de drie oorspronkelijke patroonheiligen zij aan zij afgebeeld. Van links naar rechts: Sint-Servatius (Ravels), Sint-Michiel (Weelde) en Sint-Valentinus (Poppel).

## Geografie

### Deelgemeenten
| # | Naam   | Opp. (km²) | Inwoners (2020) | Inwoners per km² | NIS-code |
| - | ------ | ---------- | --------------- | ---------------- | -------- |
| 1 | Ravels | 26,34      | 6.126           | 233              | 13035A   |
| 2 | Weelde | 37,21      | 4.886           | 131              | 13035B   |
| 3 | Poppel | 31,58      | 3.995           | 126              | 13035C   |

### Woonkernen
De gemeente Ravels bestaat uit drie deelgemeenten: Ravels (met inbegrip van Eel), Poppel en Weelde (met inbegrip van Weelde-Station).

## Natuur en landschap

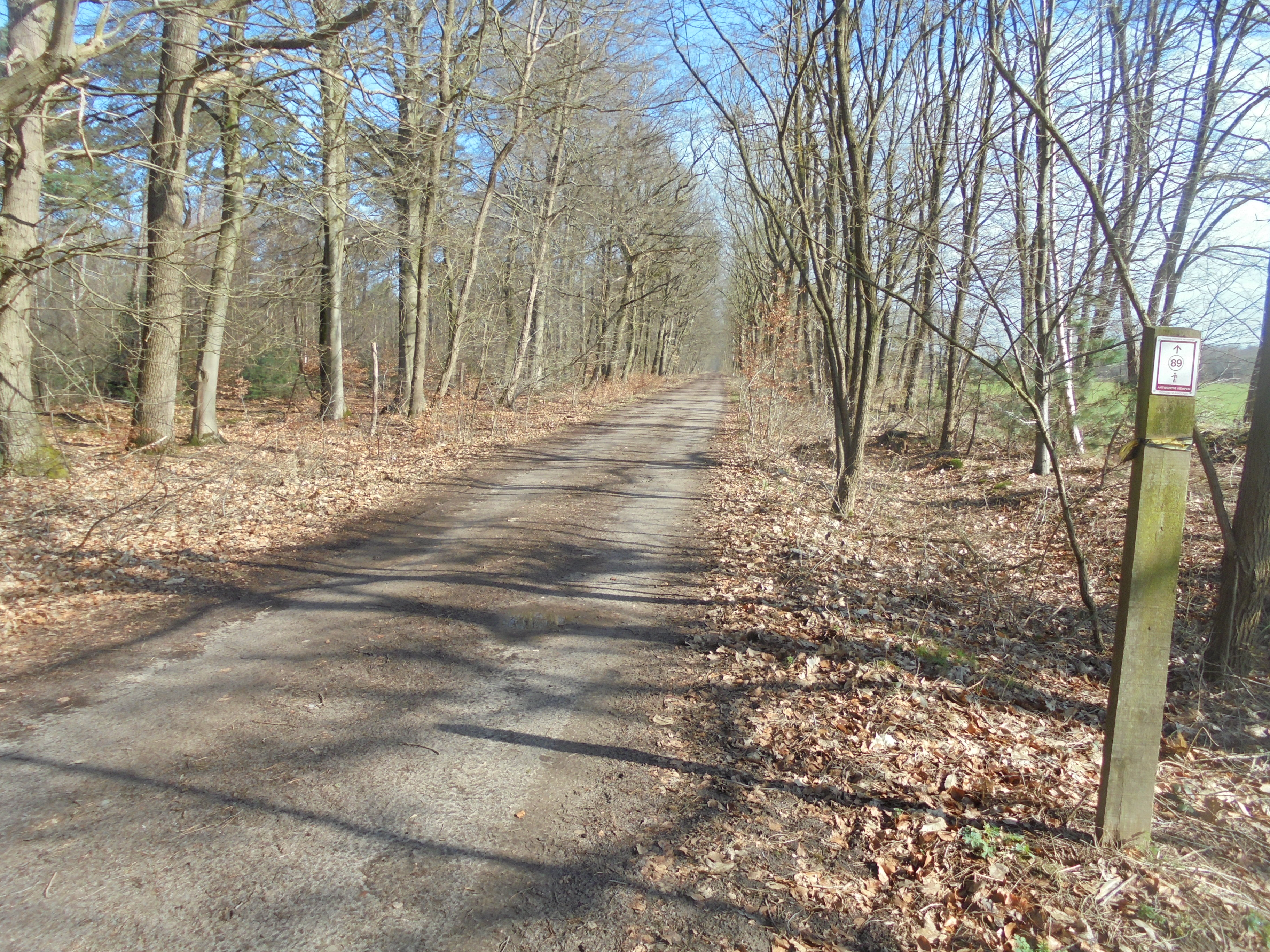
Gewestbossen

Het laagst gelegen gebied (± 22m) ligt bij Aarle in het noorden van Poppel, de hoogste punten (35m) zijn verspreid over de deelgemeente Ravels. Doorheen Ravels loopt de waterscheidingslijn tussen de stroomgebieden van de Schelde (ten westen) en de Maas (ten oosten).
Belangrijke natuurgebieden zijn: het Gewestbos Ravels en het Kijkverdriet, ten oosten van de kom van Ravels gelegen.
De Gewestbossen, gelegen tussen de Jachtweg en de Arendonkseweg, zijn een bosrijk gebied van 830 ha groot met een variatie van loof- en naaldbomen. Vanaf het begin van de twintigste eeuw werden de oorspronkelijke vennen bebost. Enkele van de oorspronkelijke vennen bleven bewaard. Het belangrijkste ven hiervan is wel het Kesseven. In de bossen kan men wandelen in alle rust. De geschiedenis van de bossen wordt uitgelegd in het onthaalcentrum, het Boshuis, gelegen op de Jachtweg.

### Aangrenzende gemeenten
| Aangrenzende gemeenten            | Aangrenzende gemeenten | Aangrenzende gemeenten | Aangrenzende gemeenten | Aangrenzende gemeenten          |
| --------------------------------- | ---------------------- | ---------------------- | ---------------------- | ------------------------------- |
| Alphen-Chaam (NL)                 |                        | Goirle (NL)            |                        | Hilvarenbeek (NL)               |
|                                   |                        |                        |                        |                                 |
| Baarle-Hertog, Baarle-Nassau (NL) | Reusel-De Mierden (NL) |                        |                        |                                 |
|                                   |                        |                        |                        |                                 |
| Turnhout Merksplas                |                        | Oud-Turnhout           |                        | Reusel-De Mierden (NL) Arendonk |

## Bezienswaardigheden
- Sint-Servaaskerk
- Grafveld Het Heike bij Klein-Ravels
- De molen De Nachtegaal der Maatvennen werd opgericht langs de weg naar Arendonk via Ravels-Eel. Hij werd gebouwd in 1869 ter vervanging van een houten molen die in 1868 omwaaide. De windmolen werd volledig gerestaureerd door de gebroeders Caers in 1971. Een inschrift in de molen vermeldt dat op 28 december 1925 in één uur tijd 1315 kg rogge gemalen werd. In de molen is nog de standaard hergebruikt van de vroegere houten molen. De molen is nog regelmatig in werking. Op de muur van de maalzolder staat volgende spreuk:

«Een molenaar schijnt een dief te zijn, mij dunkt dit kan niet mogelijk zijn, wat behoeft hij om geld te geven, daar hij van de wind moet leven.»

#### Monumenten
- De Ravelse Pier in het centrum van de deelgemeente Ravels: bijnaam van zowel de Ravelsenaar als de Pierenmarkt
- Kunstwerk van May Claerhout bij het gemeentehuis in Weelde dat de drie-eenheid van Ravels uitbeeldt
- Standbeeld 'Vriendschap' van beeldhouwer Stan Grooten bij het oud-gemeentehuis in Poppel dat de vriendschap tussen Belgen en Nederlanders in Poppel symboliseert

## Demografie

### Samenstelling
De Kempense gemeente telt ruim 15.700 inwoners, waarvan meer dan 25% de Nederlandse nationaliteit heeft.

### Demografische ontwikkeling voor de fusie
- Bronnen:NIS, Opm:1806 tot en met 1970=volkstellingen; 1976 = inwoneraantal op 31 december

### Demografische ontwikkeling van de fusiegemeente
Alle historische gegevens hebben betrekking op de huidige gemeente, inclusief deelgemeenten, zoals ontstaan na de fusie van 1 januari 1977.
- Bronnen:NIS, Opm:1806 tot en met 1981=volkstellingen; 1990 en later= inwonertal op 1 januari

| Inwoners van jaar tot jaar op 1 januari 1992 tot heden | Inwoners van jaar tot jaar op 1 januari 1992 tot heden | Inwoners van jaar tot jaar op 1 januari 1992 tot heden |
| jaar                                                   | Aantal                                                 | Evolutie: 1992=index 100                               |
| ------------------------------------------------------ | ------------------------------------------------------ | ------------------------------------------------------ |
| 1992                                                   | 11.748                                                 | 100,0                                                  |
| 1993                                                   | 11.929                                                 | 101,5                                                  |
| 1994                                                   | 12.105                                                 | 103,0                                                  |
| 1995                                                   | 12.336                                                 | 105,0                                                  |
| 1996                                                   | 12.520                                                 | 106,6                                                  |
| 1997                                                   | 12.775                                                 | 108,7                                                  |
| 1998                                                   | 12.903                                                 | 109,8                                                  |
| 1999                                                   | 12.988                                                 | 110,6                                                  |
| 2000                                                   | 13.099                                                 | 111,5                                                  |
| 2001                                                   | 13.138                                                 | 111,8                                                  |
| 2002                                                   | 13.238                                                 | 112,7                                                  |
| 2003                                                   | 13.347                                                 | 113,6                                                  |
| 2004                                                   | 13.436                                                 | 114,4                                                  |
| 2005                                                   | 13.531                                                 | 115,2                                                  |
| 2006                                                   | 13.762                                                 | 117,1                                                  |
| 2007                                                   | 14.020                                                 | 119,3                                                  |
| 2008                                                   | 14.139                                                 | 120,4                                                  |
| 2009                                                   | 14.323                                                 | 121,9                                                  |
| 2010                                                   | 14.446                                                 | 123,0                                                  |
| 2011                                                   | 14.442                                                 | 122,9                                                  |
| 2012                                                   | 14.515                                                 | 123,6                                                  |
| 2013                                                   | 14.556                                                 | 123,9                                                  |
| 2014                                                   | 14.661                                                 | 124,8                                                  |
| 2015                                                   | 14.712                                                 | 125,2                                                  |
| 2016                                                   | 14.735                                                 | 125,4                                                  |
| 2017                                                   | 14.810                                                 | 126,1                                                  |
| 2018                                                   | 14.871                                                 | 126,6                                                  |
| 2019                                                   | 15.009                                                 | 127,8                                                  |
| 2020                                                   | 15.023                                                 | 127,9                                                  |
| 2021                                                   | 15.104                                                 | 128,6                                                  |
| 2022                                                   | 15.293                                                 | 130,2                                                  |
| 2023                                                   | 15.338                                                 | 130,6                                                  |
| 2024                                                   | 15.514                                                 | 132,1                                                  |
| 2025                                                   | 15.712                                                 | 133,7                                                  |

## Politiek

### Structuur
De gemeente Ravels ligt in het kieskanton Arendonk en het provinciedistrict Turnhout. Deze maken deel uit van het kiesarrondissement Mechelen-Turnhout en de kieskring Antwerpen.
| Ravels           | Ravels           | Supranationaal         | Nationaal                         | Nationaal           | Gemeenschap         | Gewest              | Provincie           | Arrondissement    | Provinciedistrict | Kanton          | Gemeente        |
| ---------------- | ---------------- | ---------------------- | --------------------------------- | ------------------- | ------------------- | ------------------- | ------------------- | ----------------- | ----------------- | --------------- | --------------- |
| Administratief   | Niveau           | Europese Unie          | België                            | België              | Vlaanderen          | Vlaanderen          | Antwerpen           | Turnhout          | Turnhout          | Turnhout        | Ravels          |
| Administratief   | Bestuur          | Europese Commissie     | Belgische regering                | Belgische regering  | Vlaamse regering    | Vlaamse regering    | Deputatie           | Deputatie         | Deputatie         | Deputatie       | Gemeentebestuur |
| Administratief   | Raad             | Europees Parlement     | Kamer van volksvertegenwoordigers | Vlaams Parlement    | Vlaams Parlement    | Vlaams Parlement    | Provincieraad       | Provincieraad     | Provincieraad     | Provincieraad   | Gemeenteraad    |
| Kiesomschrijving | Kiesomschrijving | Nederlands Kiescollege | Kieskring Antwerpen               | Kieskring Antwerpen | Kieskring Antwerpen | Kieskring Antwerpen | Kieskring Antwerpen | Mechelen-Turnhout | Turnhout          | Arendonk        | Ravels          |
| Verkiezing       | Verkiezing       | Europese               | Federale                          | Federale            | Vlaamse             | Vlaamse             | Provincieraads-     | Provincieraads-   | Provincieraads-   | Provincieraads- | Gemeenteraads-  |

### Geschiedenis

#### Lijst van burgemeesters
| Tijdspanne | Tijdspanne  | Burgemeester                        |
| ---------- | ----------- | ----------------------------------- |
|            | 1800 - 1802 | Adrianus Pluym                      |
|            | 1802 - 1804 | Pierre Sebastien Demayuli           |
|            | 1804 - 1830 | Petrus Janssen                      |
|            | 1830 - 1860 | Joannes Antonius Vloemans           |
|            | 1860 - 1861 | Joseph Bax (waarnemend)             |
|            | 1861 - 1890 | Cornelius Beyens                    |
|            | 1890 - 1891 | Adrianus Van Dun (waarnemend)       |
|            | 1891 - 1919 | Clement Mathé                       |
|            | 1916 - 1919 | Petrus Vincent Van Dun (waarnemend) |

| Tijdspanne | Tijdspanne  | Burgemeester                                 |
| ---------- | ----------- | -------------------------------------------- |
|            | 1919 - 1927 | Petrus Vincent Van Dun                       |
|            | 1927 - 1931 | Florent Jaak Van den Borne                   |
|            | 1931        | Petrus Ludovicus Heylen (waarnemend)         |
|            | 1931 - 1933 | Jan Frans Schillebeeckx (waarnemend)         |
|            | 1933 - 1939 | Mathildis Verschueren                        |
|            | 1939 - 1941 | Jan Antoon Van Dun                           |
|            | 1941        | Jacobus Van Leent (waarnemend)               |
|            | 1941 - 1944 | Frans Van Oekelen (VNV, oorlogsburgemeester) |
|            | 1944        | Adriaan Baeyens (waarnemend)                 |

| Tijdspanne | Tijdspanne   | Burgemeester                   |
| ---------- | ------------ | ------------------------------ |
|            | 1944 - 1945  | Jan Antoon Van Dun             |
|            | 1945 - 1946  | Jacobus Van Leent (waarnemend) |
|            | 1946 - 1947  | Frans Bourgeois                |
|            | 1947 - 1952  | Jacobus Van Leent              |
|            | 1953 - 1959  | Antoon Paulussen (CVP)         |
|            | 1959 - 1982  | Francis Tanghe (CVP)           |
|            | 1983 - 2000  | Jozef Segers (CVP)             |
|            | 2001 - 2010  | Leo Van Nooten (CVP / CD&V)    |
|            | 2010 - 2024  | Walter Luyten (CD&V)           |
|            | 2024 - heden | Nic Andriessen (CD&V)          |

#### Legislatuur 2012 - 2018
Het kartel sp.a-Groen!-VLD uit de vorige legislatuur werd opengebroken. Open Vld trok naar de kiezer onder de naam 'Dorpslijst Ravels'.

#### Resultaten gemeenteraadsverkiezingen sinds 1976
| Partij of kartel     | Partij of kartel                           | 10-10-1976 | 10-10-1976 | 10-10-1982 | 10-10-1982 | 9-10-1988 | 9-10-1988 | 9-10-1994 | 9-10-1994 | 8-10-2000 | 8-10-2000 | 8-10-2006 | 8-10-2006 | 14-10-2012 | 14-10-2012 | 14-10-2018 | 14-10-2018 | 13-10-2024 | 13-10-2024 |
| Stemmen / Zetels     | Stemmen / Zetels                           | %          | 21         | %          | 21         | %         | 21        | %         | 21        | %         | 23        | %         | 23        | %          | 23         | %          | 23         | %          | 25         |
| -------------------- | ------------------------------------------ | ---------- | ---------- | ---------- | ---------- | --------- | --------- | --------- | --------- | --------- | --------- | --------- | --------- | ---------- | ---------- | ---------- | ---------- | ---------- | ---------- |
|                      | SP1/ sp.a-Groen!-VLDA                      | 2,73       | 0          | 4,83       | 0          | 9,85      | 1         | 9,80      | 1         | 5,61      | 0         | 27,06A    | 6         | -          |            | -          |            | -          |            |
|                      | Ruimte1/ sp.a-Groen!-VLDA/ Groen2          |            |            |            |            |           |           | 13,781    | 2         | 8,911     | 1         | 27,06A    | 6         | 5,562      | 0          | 11,52      | 2          | 10,02      | 1          |
|                      | VLD1/ sp.a-Groen!-VLDA/ Dorpslijst Ravels2 |            |            |            |            |           |           | 19,051    | 4         | 22,601    | 5         | 27,06A    | 6         | 19,612     | 5          | -          |            | -          |            |
|                      | CVP1/ CD&V2                                | 68,551     | 15         | 65,031     | 15         | 69,351    | 14        | 52,111    | 14        | 55,471    | 16        | 58,822    | 15        | 47,572     | 13         | 64,22      | 16         | 74,62      | 21         |
|                      | N-VA                                       |            |            |            |            |           |           |           |           |           |           |           |           | 21,74      | 5          | 24,3       | 5          | 15,4       | 3          |
|                      | Vlaams Blok1/ Vlaams Belang2               |            |            |            |            |           |           | 5,261     | 0         | 7,411     | 1         | 14,112    | 2         | 5,522      | 0          | -          |            | -          |            |
|                      | Gemeentebelangen                           | 28,72      | 6          | 30,15      | 6          | 20,80     | 4         |           |           |           |           |           |           |            |            |            |            | -          |            |
| Totaal stemmen       | Totaal stemmen                             | 5867       | 5867       | 6507       | 6507       | 6953      | 6953      | 7250      | 7250      | 7883      | 7883      | 7667      | 7667      | 8004       | 8004       | 8.288      | 8.288      | 5.273      | 5.273      |
| Opkomst %            | Opkomst %                                  |            |            |            |            | 97,31     | 97,31     | 96,29     | 96,29     | 95,29     | 95,29     | 95,81     | 95,81     | 93,77      | 93,77      | 94,3       | 94,3       | 61,8       | 61,8       |
| Blanco en ongeldig % | Blanco en ongeldig %                       | 2,66       | 2,66       | 5,13       | 5,13       | 5,08      | 5,08      | 4,29      | 4,29      | 4,15      | 4,15      | 4,98      | 4,98      | 2,22       | 2,22       | 5,3        | 5,3        | 1,8        | 1,8        |

Het aantal zetels van de gevormde meerderheid wordt in het vet weergegeven. De grootste partij wordt in kleur weergegeven.

## Cultuur
In de deelgemeente Ravels bevindt zich nabij de Sint-Servaaskerk het gemeenschapscentrum De Wouwer. Hier wordt een verscheidenheid aan optredens georganiseerd en is tevens de gemeentelijke bibliotheek gevestigd.

### Evenementen
- Jaarmarkt: de Pieren(jaar)markt in het dorpscentrum vindt steeds plaats op de eerste zondag van september.
- Loopwedstrijd: op de dag voor de Pierenmarkt wordt de Pierenloop georganiseerd, een loopwedstrijd over verschillende afstanden met aankomst in het centrum. De afstand van de eigenlijke Pierenloop bedroeg in 2012 10 Engelse mijl (=16,1 km). Er zijn ook edities van 5 km en 10 km.

### Streekspecialiteit
In Poppel werd de Poppelse Janhagel vervaardigd

### Jeugdbewegingen
Van de traditionele jeugdverenigingen zijn Scouts en Gidsen, Chiro, KLJ, KAJ en KSJ vertegenwoordigd:
- KSA Weelde, aan het Eykantpad
- Scouting Ravels, aan de Jachtweg
- Chiro Weelde, bij Baetenheide en Chiro Heidebiekens (Poppel), aan de Krommendijk
- KLJ Ravels-Eel, in de Eelstraat en KLJ Poppel, aan de Krommendijk
- KAJ Kajotters Poppel, aan de Krommendijk

Hiernaast zijn er ook nog de lokale verenigingen Jeugdhuis De Sjepap (Weelde, Weeldestraat) Jeugdhuis De Kromme (Poppel, Krommendijk) en Quiza's Child Play (Eel, Eelstraat).

## Sport

### Gemeentelijk sportcentrum
" 't Molenslop " in Weelde biedt plaats aan een sportzaal, een polyvalente ruimte, een vechtsportruimte en twee squashlokalen.

### Zwemmen
In 2012 werd het volledig vernieuwde gemeentelijk zwembad te Weelde geopend. De bodemhoogte kan worden afgesteld in functie van de leeftijdscategorieën.

### Voetbal
In Ravels zijn er drie voetbalploegen aangesloten bij de KBVB. Deze zijn:
- KFC Flandria Ravels aan de Raaftuinweg, met 4 terreinen
- KSK Weelde aan de Laar, met 3 terreinen
- KFC Poppel aan de Steenweg op Baarle, met 3 terreinen

Na afloop van de gewone competities meten deze zich per leeftijdsafdeling met elkaar in de Beker van Ravels.

### Tennis
De tennisclub RWP (Ravels Weelde Poppel) beschikt over 8 gravelterreinen en is gelegen in de deelgemeente Ravels nabij de terreinen van KFC Flandria.

### Volleybal
Nabij KFC Flandria en tennisclub RWP is VC Power Ravels gevestigd.

### Fitness
Fitnesscenter Hi-Limit in Poppel en Fitnesscenter (personal training en groepslessen) Focus, gelegen in Weelde.

### BMX
The BMX Devils zijn gevestigd in Ravels.

### Mountainbike
De mountainbikeclub ATB Kempen is gelegen vlak bij de tennisclub en beschikt over een parcours van ongeveer 6 km singletrack.

## Bekende Ravelsenaars
Bekende personen die geboren of woonachtig zijn of waren in Ravels of een andere significante band met de gemeente hebben:
- Nicolaas Poppel (1532-1572) (Weelde/Poppel), priester, martelaar van Gorcum
- Petrus van Gorp (1809-1842), boerenzoon en reus (bijnamen Klein Peerke en de Reus van Turnhout)
- Coloma Swaan (1916-2007), naturalistische kunstschilderes
- Alides Hidding, (1954), Nederlandse zanger, gitarist en songwriter
- Patrick Van Gompel (1957), journalist
- Roland Verstappen (1958), Nederlands zanger en gitarist
- Rudolph van Veen (1967) (Weelde), Nederlands meesterkok
- Kevin Janssens (1986), voetballer
- Hans Van Alphen (1982), meerkamper
- Elfje Willemsen (1985), atlete en bobsleester
- Jackie Groenen, (1994) voetbalster
- Els Van Roey, (1972) Restaurant misverstand 3, 2024 VRT (programma werd genomineerd voor International Emmy Award en de kastaars)

## Nabijgelegen kernen
Eel, Oosthoven